# سفارة طاجيكستان لدى السعودية
سفارة طاجيكستان لدى السعودية هي الممثلية الدبلوماسية العليا لدولة طاجيكستان لدى المملكة العربية السعودية. تقع السفارة في حي الورود في الرياض.